# Koda
Koda  so pravila, ki omogočajo predstavitev podatkov oziroma njihovo pretvorbo v fizično obliko. To nam omogoča, da podatke zapisujemo in prenašamo.
Ljudje pogosto za sporazumevanje uporabljamo zvok/govor, pisavo, kretnje in podobno. Vse to so vrste kodiranja. Vrsto kodiranja izberemo okoliščinam primerno. Na primer na večje razdalje je bolj primerno uporabljati električni tok kot pa govor. Prejemnik na koncu prejeto kodo pretvori nazaj v podatke. To imenujemo odkodiranje, tudi dekodiranje.
Kadar želimo, da nepovabljeni ljudje ne bodo mogli odkodirati podatkov, govorimo o tajnem kodiranju oziroma šifriranju. V računalništvu oziroma digitalni tehnologiji se uporablja dvojiška koda. To je zapis, ki ga tvorita le dva znaka — 0 in 1. Za pisanje besedil je uveljavljena koda ASCII.
Gluhi ljudje uporabljajo kretanje za sporazumevanje.